# Associació Saint Camille de Lellis
L'Association Saint Camille de Lellis fou creada l'any 1983 a Bouaké (Costa d'Ivori) per Gregoire Ahongbonon, amb la intenció d'ajudar els malalts mentals que malvivien pels carrers de la ciutat. L'any 1991 orienta la seva tasca obrint-se, també, a l'assistència sanitària i humana als presoners, als malalts de SIDA i als refugiats de la guerra de Libèria.
L'any 1993 inicien l'activitat d'alliberar, curar, rehabilitar i reinserir socialment i laboralment els malalts mentals.
Amb aquest objectiu es van crear centres d'acollida, granges i tallers de reinserció a Bouaké i a altres poblacions del país. Ateses les necessitats de la població, ha anat ampliant la seva activitat en altres poblacions de Costa d'Ivori, Benín i Togo.
Un dels principals reptes de la St. Camille és el finançament de la despesa d'allotjament, manutenció i medicació dels malalts que acull, a la qual cal afegir la medicació dels més de 3000 malalts ja recuperats i reintegrats a les seves famílies, de qui l'associació fa un seguiment periòdic.
La tasca de l'Association Saint Camille de Lellis és important pel retorn de la dignitat als seus beneficiaris, però també pel que representa com a model per tot Àfrica en polítiques d'atenció a la salut mental. I el que fa més creïble aquest model és el fet que la St. Camille ha nascut a Àfrica, de mans d'africans i a partir de les idees d'africans.
La tasca del Grégoire Ahongbonon ha estat reconeguda amb el nomenament d'Africà de l'any 2015 per part del diari nigerià Daily Trust.